# 3746 Хеюань
3746 Хеюань (3746 Heyuan) — астероїд головного поясу, відкритий 8 жовтня 1964 року.
Тіссеранів параметр щодо Юпітера — 3,151.